# الطبقات الاجتماعية في إيطاليا
ينقسم المجتمع الإيطالي إلى طبقات مختلفة: الطبقة والطبقةالبرجوازية الوسطى والطبقة البرجوازية الصغرى في المناطق الحضرية والبرجوازية الصغرى في المناطق الريفية والطبقة العاملة في المدن والطبقة العاملة الريفية.
للمرأة حقوق متساوية مع الرجل وبشكل رئيسي في العمل والتجارة وفرص التعليم. لكن بعض التقليديين في المجتمع الإيطالي (لا سيما في الجنوب)، لا يزالوا يميلون إلى معاملة المرأة على أنها أقل شأناً من الرجل إلى حد ما، ولكن حقوق المرأة في إيطاليا تبقى تماثل معظم البلدان الغربية